# ساکورا، توچیگی
ساکورا در استان توچیگی در کشور ژاپن واقع شده‌است  که دارای جمعیت ۴۲٬۴۰۳ نفر و مساحت ۱۲۵٫۴۶ کیلومتر مربع با تراکم جمعیت ۳۳۸  نفر در کیلومترمربع است و در تاریخ ۲۸ مارس ۲۰۰۵ به عنوان شهر شناخته شد.